# Aleksander Lampén
Aleksander Lampén, född 20 juli 1879 i Petrozavodsk, död 25 juli 1935 i Viborg, var ett finländskt bergsråd. Han var försvarsminister i regeringen Tulenheimo mellan mars och december 1925.
Lampén var son till gjuterimästaren Viktor Lampén och Ida Kristina Filander. Han tog studentexamen från Helsingfors finska normallyceum 1899, blev ingenjör från Tekniska högskolan 1903 samt bedrev studier vid Columbia University i New York 1904–1906 och vid Charlottenburgs tekniska högskola i Berlin 1906–1907. Han var teknisk chef vid Tornator Oy 1908–1918, verkställande direktör där 1918–1932, teknisk sakkunnig vid Kansallis-Osake-Pankki från 1932 och var verkställande direktör vid Suomen Puunvienti Oy från 1933. Hampén var försvarsminister i Antti Tulenheimos regering mellan 31 mars och 31 december 1925. Han blev bergsråd 1929. Lampén var sedan 1909 gift med Lucie Agnes Antoine Kottke.